# Sequera

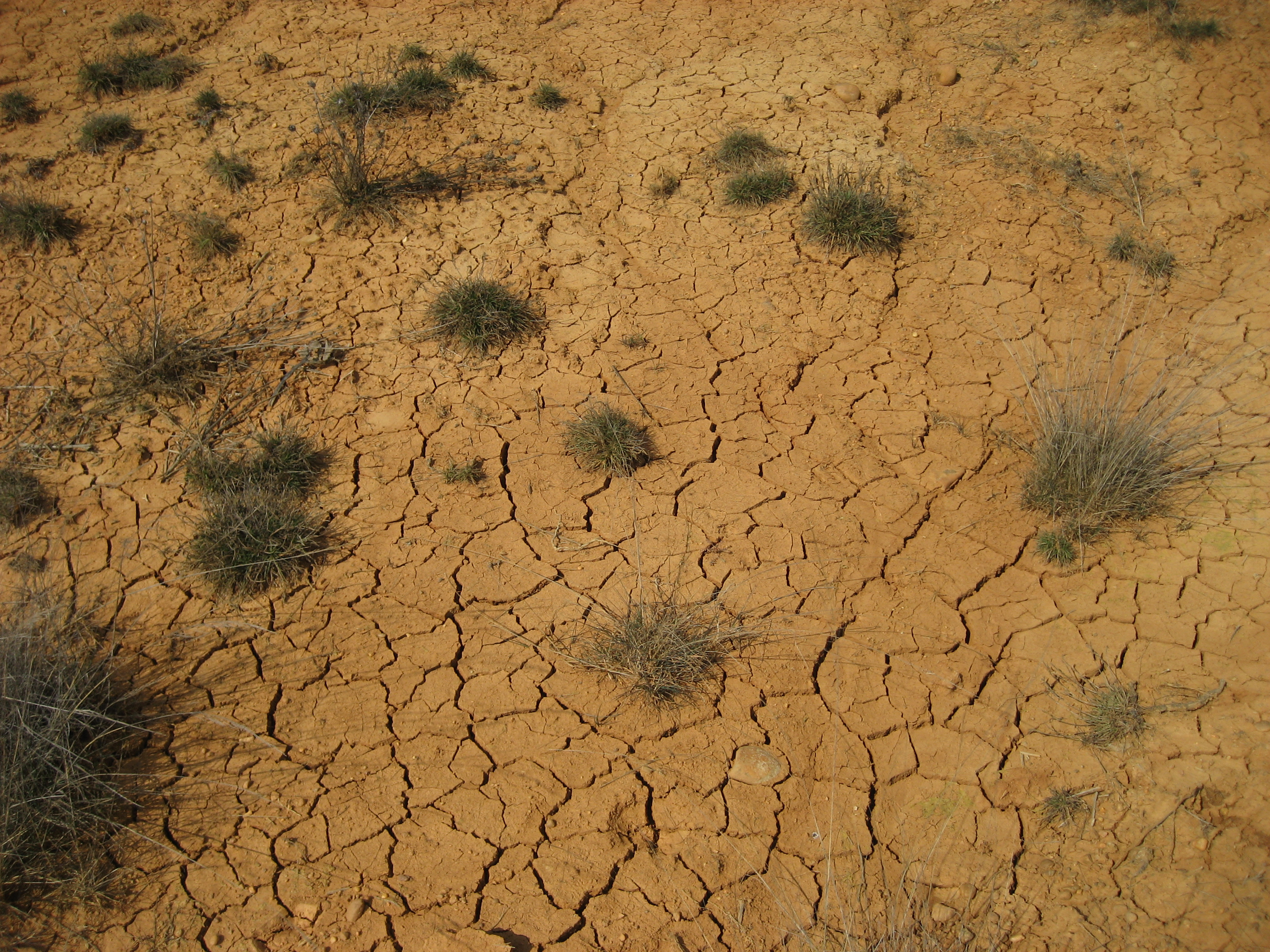
Terra seca

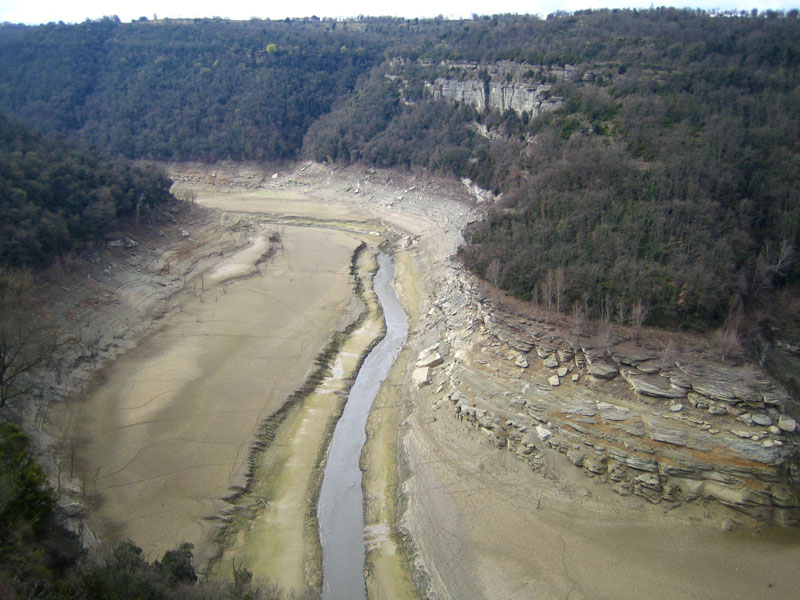
Estat de l'embassament de Sau, a Osona, al març del 2008

La sequera, secada, seca o sequina és un esdeveniment d'escassetat prolongada del subministrament d'aigua, ja sigui atmosfèrica (precipitació per sota de la mitjana), d'aigües superficials o subterrànies. Una sequera pot durar mesos o anys, o es pot declarar després de tan sols 15 dies. Pot tenir un impacte substancial en l'ecosistema i l'agricultura de la regió afectada i causar danys a l'economia local. Les estacions seques als tròpics augmenten significativament les possibilitats que es desenvolupi una sequera i els incendis forestals posteriors. Els períodes de calor poden empitjorar significativament les condicions de sequera accelerant l'evaporació del vapor d'aigua.
La sequera és una característica recurrent del clima a la majoria de parts del món. No obstant això, aquestes sequeres regulars s'han tornat més extremes i més imprevisibles a causa del canvi climàtic. De fet, estudis basats en la dendrocronologia, o datació dels anells d'arbres, confirmen que la sequera afectada pel canvi climàtic es remunta a l'any 1900. Es poden dividir els efectes de les sequeres i l'escassetat d'aigua en tres grups: ambientals, econòmics i socials. Els efectes ambientals inclouen l'assecament dels aiguamolls, incendis forestals cada cop més grans, pèrdua de biodiversitat. Les conseqüències econòmiques inclouen una menor producció agrícola, forestal, de caça i pesca, costos més elevats de producció d'aliments, problemes amb el subministrament d'aigua per al sector energètic i la interrupció del subministrament d'aigua per a les economies dels pobles. Els costos socials i sanitaris inclouen l'efecte negatiu sobre la salut de les persones directament exposades a aquest fenomen (onades de calor excessives), els elevats costos dels aliments, l'estrès causat per collites fallides, l'escassetat d'aigua, etc. Les sequeres prolongades han provocat migracions massives i crisis humanitàries.
Moltes espècies de plantes, com les de la família Cactaceae (o cactus), tenen adaptacions a la tolerància a la sequera, com ara una àrea foliar reduïda i cutícules ceroses per millorar la seva capacitat de tolerar la sequera. Altres sobreviuen als períodes secs com a llavors enterrades. La sequera semipermanent produeix biomes àrids com els deserts i les praderies. La majoria dels ecosistemes àrids tenen una productivitat inherentment baixa.
La sequera més prolongada de la història del món es va produir al desert d'Atacama a Xile (400 anys). L'ONU estima que cada any es perd per la sequera, la desforestació i inestabilitat climàtica una superfície de sòl fèrtil de la mida d'Ucraïna. Al llarg de la història, els humans normalment han vist les sequeres com a "desastres" a causa de l'impacte en la disponibilitat d'aliments i la resta de la societat.

## La sequera a la història
La sequera és una característica recurrent normal del clima de molts llocs del món. Es troba entre els esdeveniments climàtics documentats més aviat, es troba a l'èpica de Gilgamesh i està lligada als relats de la Bíblia com són l'Èxode dels hebreus cap a l'antic Egipte. La migració de fa 11.000 anys a Xile de caçadors recol·lectors està lligada a la secada també l'èxode dels primers homes originaris de l'Àfrica en pot estar connectat fa uns 135,000 anys. En èpoques més recents els humans van poder mitigar els efectes de la secada amb tècniques d'irrigació i la rotació de conreus. Amb el gran increment de la densitat de la població mundial des de la Revolució industrial els efectes de les secades han estat encara pitjors en països subdesenvolupats econòmicament com la fam d'Etiòpia de 1984 a 1985, el conflicte armat de Darfur al Sudan que també afectà el Txad on la secada hi va tenir a veure.

## Tipus de secada

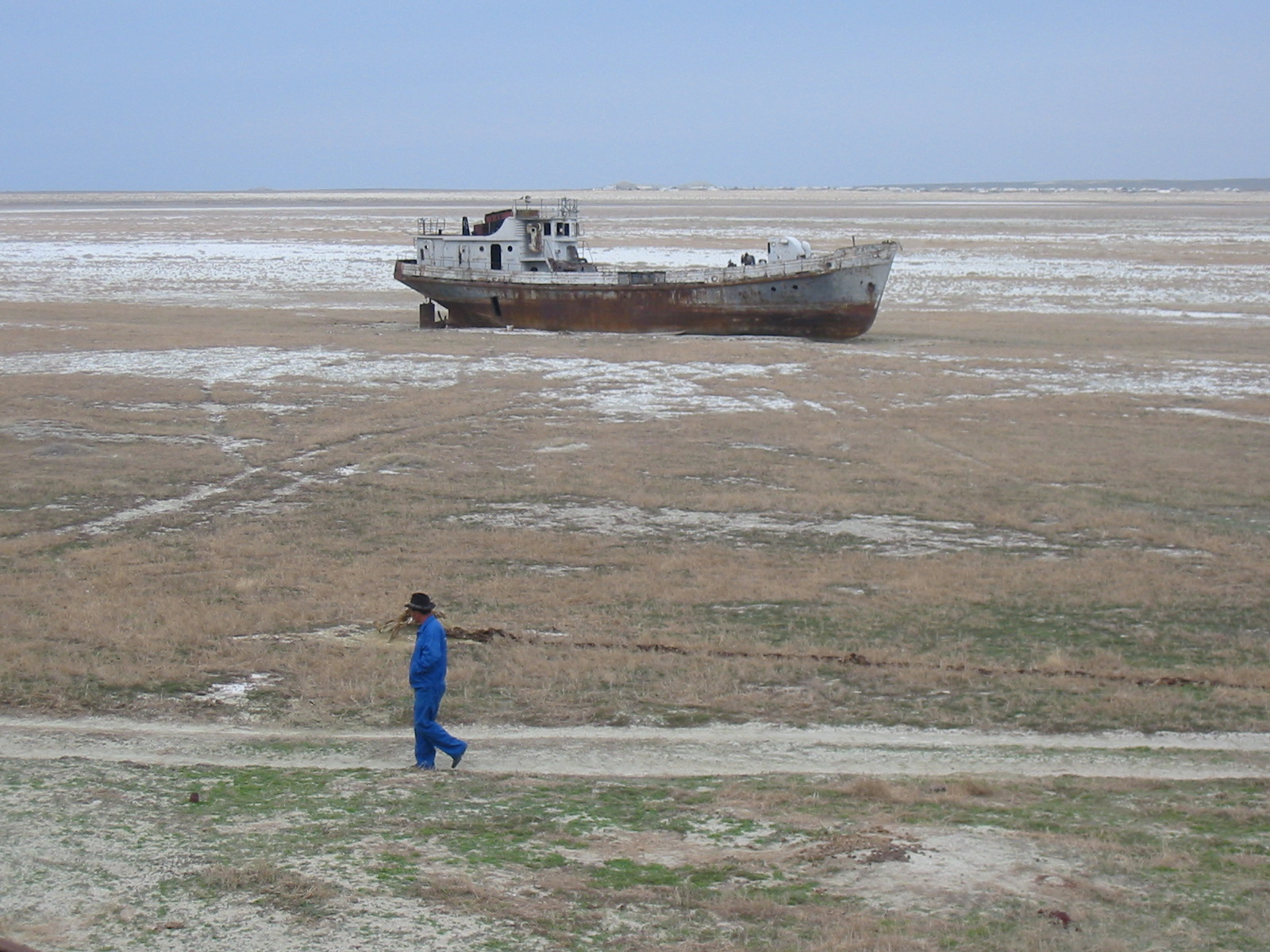
Mar d'Aral en retirada pel desviament de rius per a regar cotó.

A mesura que la secada persisteix es van intensificant i agreujant les conseqüències. S'acostuma a definir la secada de tres maneres:
1. Meteorològica és quan la secada és conseqüència d'un llarg període de precipitacions per sota de la mitjana climàtica. Aquest tipus normalment precedeix els altres dos.
2. Agrícola afecten les collites potser motivada per l'erosió que faci que els sòls es degradin i no puguin emmagatzemar tanta aigua com abans però sol anar lligada a la deficiència de precipitacions.
3. Hidrològica Quan la reserva d'aigua (per exemple en embassament, llacs i aqüífers) disminueix de manera significativa també pot ser provocada per causes alienens al dèficit de precipitacions, per exemple al Kazakhstan ha rebut grans fons del Banc Mundial per a restaurar les aigües que van ser desviades del Mar d'Aral en l'època de la Unió Soviètica.[12] També ha passat de manera semblant al Llac Balkhash, amb risc que quedés sec.[13]

## Afectació mundial

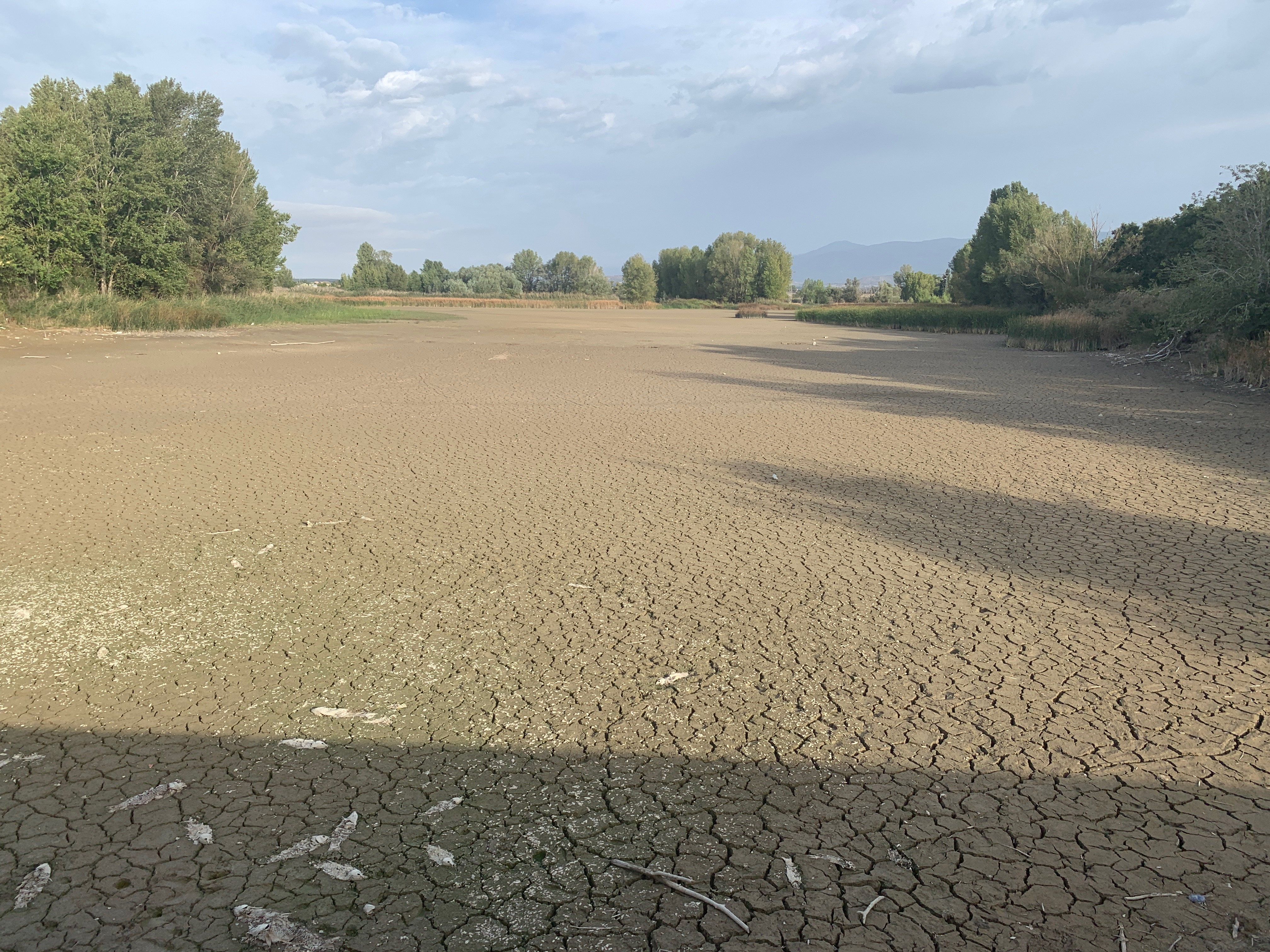
Efectes de la sequera a l'Alberca de Cortés, a la província d'Osca. Fa cinquanta anys que no s'havia vist així aquest aiguamoll.

Aproximadament 240.000.000 persones viuen a la conca dels rius de l'Himàlaia Índia, Xina, Pakistan, Bangladesh, Nepal and Myanmar poden experimentar inundacions seguides de secades en les dècades a venir. La secada a l'Índia afectant el riu Ganges és una preocupació particular, ja que proporciona aigua per a beguda i regadiu per a més de 500 milions de persones. La costa oest d'Amèrica del Nord que depèn en gran part de l'aigua de les Muntanyes Rocoses i Serra nevada també podria quedar afectada.

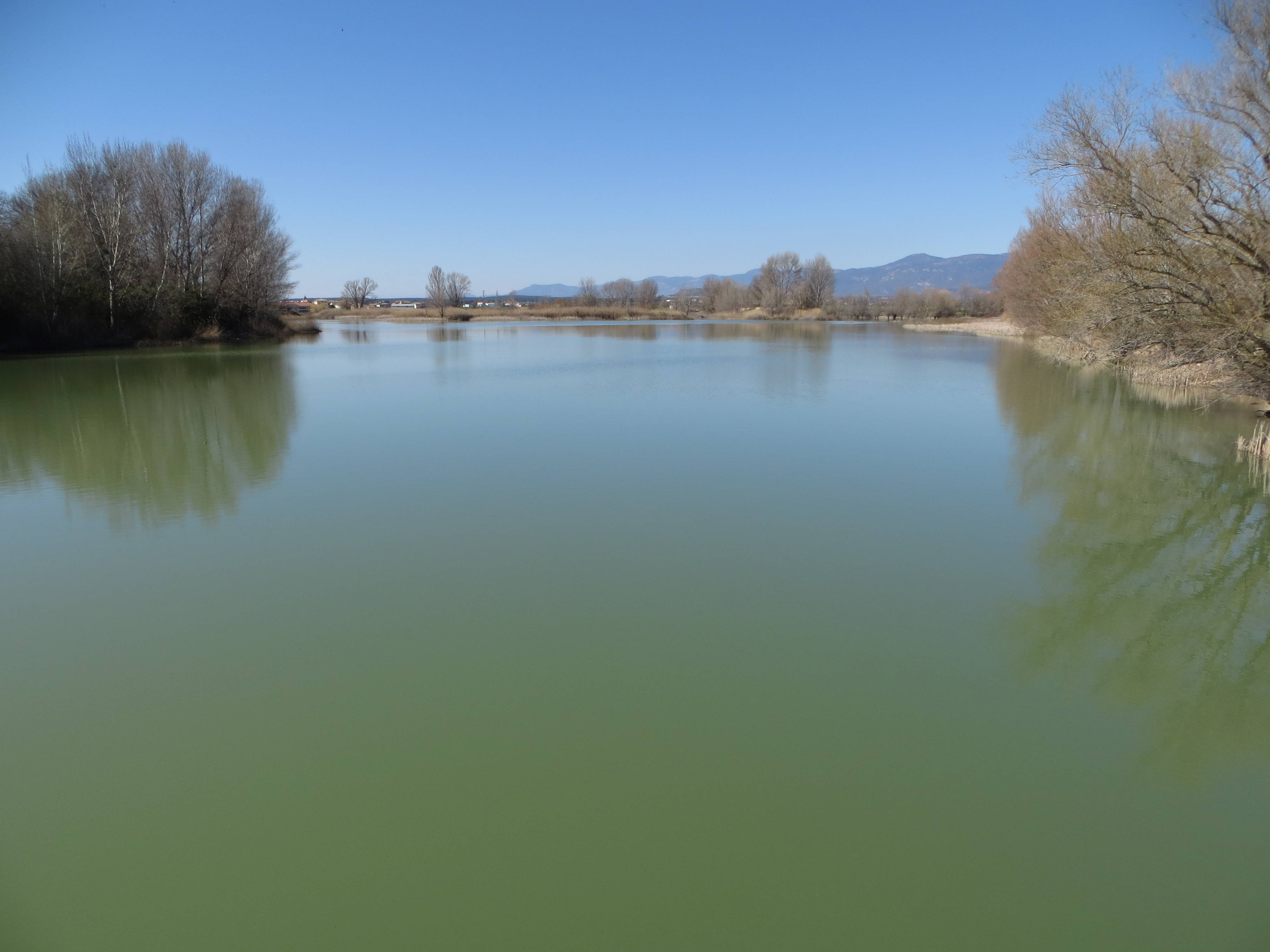
En aquesta imatge es pot veure el mateix safareig un any abans.

L'any 2005, a parts de la conca del riu Amazones hi va haver la pitjor secada en cent anys. Els arbres de la zona es creu que només podrien viure tres anys sota les condicions d'una secada com aquesta.
A Austràlia hi ha grans zones de desert i semidesert conegudes com l'outback australià. Uns investigadors australians i estatunidencs suggeriren que la primera expansió de les zones seques al país va ser provocada per l'arribada dels primers humans fa uns 50.000 anys, ja que aquests cremaren de manera regular grans zones de vegetació cosa que potser va evitar que el monsó penetrés cap endins del continent australià. Austràlia podria en el futur experimentar secades més extenses i intenses.
L'est d'Àfrica actualment experimenta les pitjors secades des de fa dècades, amb collites i ramats arruïnats. Segons el programa de les Nacions Unides per l'alimentació quatre milions de kenyans necessiten urgentment aliments.
A Europa en els darrers 1.000 anys s'han registrat diverses secades essent més importants al sud del continent on la variabilitat de pluja interanual supera de vegades el 30% mentre que al nord d'Europa la variabilitat està entre el 10 i el 15% :
- 1303 : sembla la secada més important del mil·lenni. Segons les cròniques el riu Rin es travessava a peu sec.
- 1540, 1719, 1874, 1906, 1911, 1912, 1921, 1945, 1947, 1949, 1953, 1957, 1964,
- En els anys més recents les secades dels anys 1976, 1988 1989, 1990, 1991, 1992 i 2003 han tingut gran impacte.[27]

## Causes
Generalment la pluja està relacionada amb la quantitat de vapor d'aigua a l'atmosfera, combinada amb l'ascensió forçada de la massa d'aire que conté aquest vapor d'aigua. Si qualsevol d'aquestes es redueix el resultat serà la secada. Les altes pressions i els vents de recorregut terrestre són poc proclivis a donar precipitacions. Amb el Niño passa també que dona origen a zones amb secada.
Les activitats humanes com la desforestació, erosió de terrenys de cultius i sobrepastureig, entre altres exacerben les secades, i el planeta s'aboca a l'escassetat estructural d'aigua potable si no es frena el canvi climàtic.

## Conseqüències

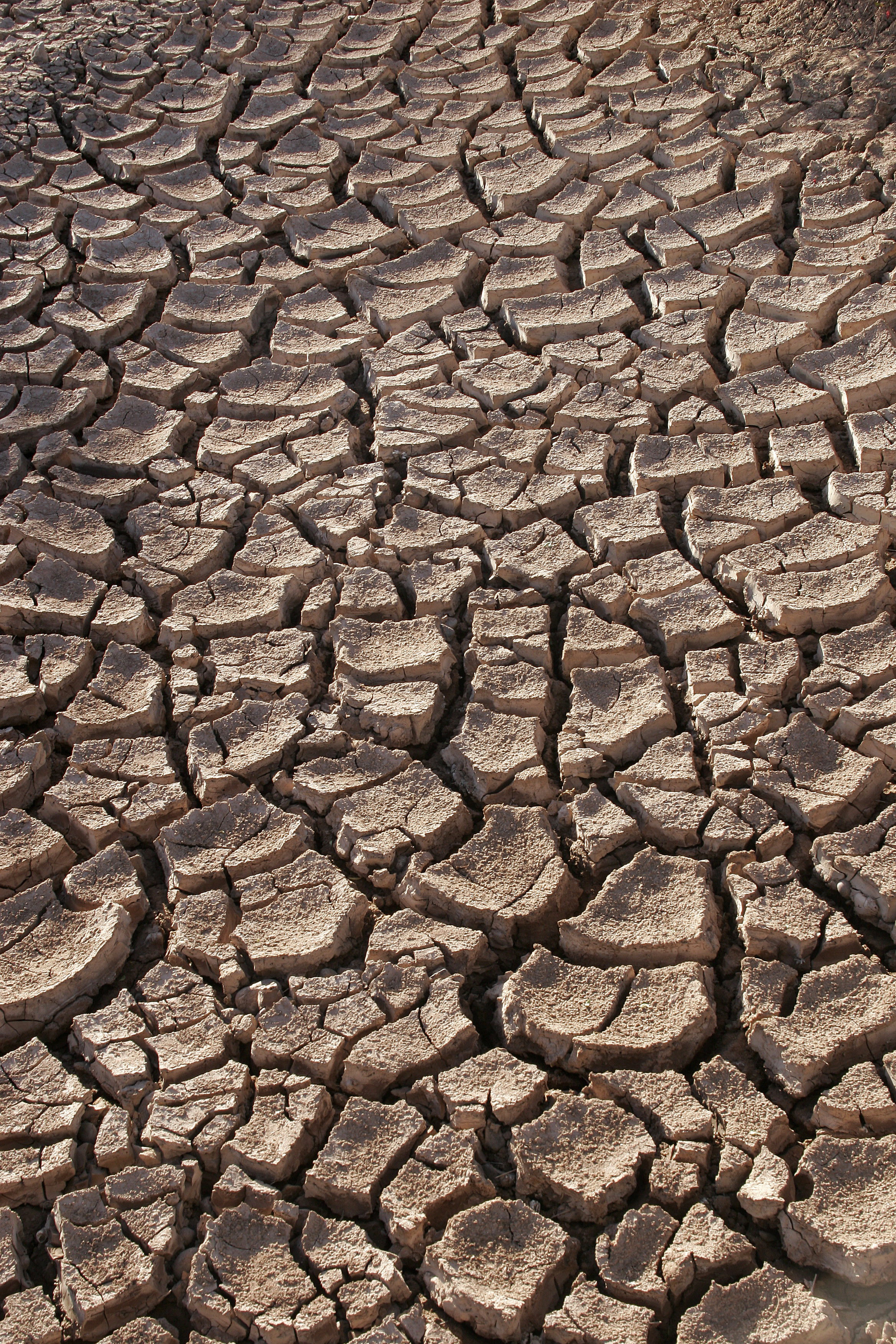
Terra argilosa seca al Desert de Sonora, Mèxic.

L'efecte varia segons la vulnerabilitat. Per exemple les granges d'autoabastiment són més susceptibles a la secada. Tanmateix rarament la secada és l'única causa de la fam.
- Mort del bestiar;
- Reducció de l'extensió dels camps conreats;
- Incendis;
- Disminució de la quantitat d'aigua destinada a la indústria;[32][33]
- Desertització;
- Tempestes de sorra i erosió;
- Fenòmens de deshidratació de la població;
- Carestia de l'aigua;
- Tensions socials;
- Emigració en massa;
- Guerres;

## Estratègies de mitigació
- Sembra de núvols – o Pluja artificial.[34]
- Dessalinització de l'aigua marina o salobre.
- Monitorejar la secada – Amb l'anàlisi contínua de les precipitacions per a poder prevenir la secada
- Ús acurat de la terra de conreu, la rotació de conreus ajuda a reduir l'erosió i a plantar plantes poc exigents en aigua.
- Collita d'aigua – Des de les teulades i altres llocs.
- Aigua reciclada – Aigües residuals tractades i purificades.
- Transvasament – Amb obres d'enginyeria.
- Restricció de l'aigua de l'exterior – Regular l'ús d'aspersors, mànegues o galledes en les plantes d'exterior, rentada de vehicles, piscines i altres usos d'aigua a l'exterior.